# Anna Trykozko
Anna Elżbieta Trykozko (ur. 16 kwietnia 1961 w Warszawie, zm. 13 lipca 2019 tamże) – polska specjalistka w zakresie inżynierii środowiska, doktor habilitowany inżynier.

## Życiorys
Córka Rajmunda i Elżbiety. Absolwentka VI Liceum Ogólnokształcącego im. Tadeusza Reytana w Warszawie (1980). Ukończyła studia na Wydziale Fizyki Technicznej i Matematyki Stosowanej Politechniki Warszawskiej. 8 lipca 1997 obroniła pracę doktorską Model numeryczny izolacji hydraulicznej wysypisk odpadów, a 16 czerwca 2015 habilitowała się na podstawie oceny dorobku naukowego i pracy zatytułowanej Wieloskalowe modelowanie ośrodków porowatych w zastosowaniach środowiskowych – skalowanie od skali porowej do regionalnej.
Pełniła funkcję adiunkta Interdyscyplinarnego Centrum Modelowania Matematycznego i Komputerowego Uniwersytetu Warszawskiego i pracownika naukowo-dydaktycznego na Wydziale Inżynierii Środowiska Politechniki Warszawskiej.
Brała udział w maratonach i biegach na orientację, była zdobywczynią Pucharu Polski w Pieszych Maratonach na Orientację.
W 2000 odznaczona Brązowym Krzyżem Zasługi.
Zmarła 13 lipca 2019, została pochowana na Cmentarzu w Ołtarzewie.

## Publikacje
- 1994: Poczta elektroniczna. Tajemnice ELM (z Miachałem Jarskim) wydawnictwo MIKOM
- 2001: Numerical Homogenization of the Absolute Permeability Tensor Around a Well[1]
- 2009: Computational upscaling of interia effects from porescale to mesoscale[1]
- 2013: Pore-to-core simulations of flow with large velocities using continuum models and imaging data[1]